# Color del suelo

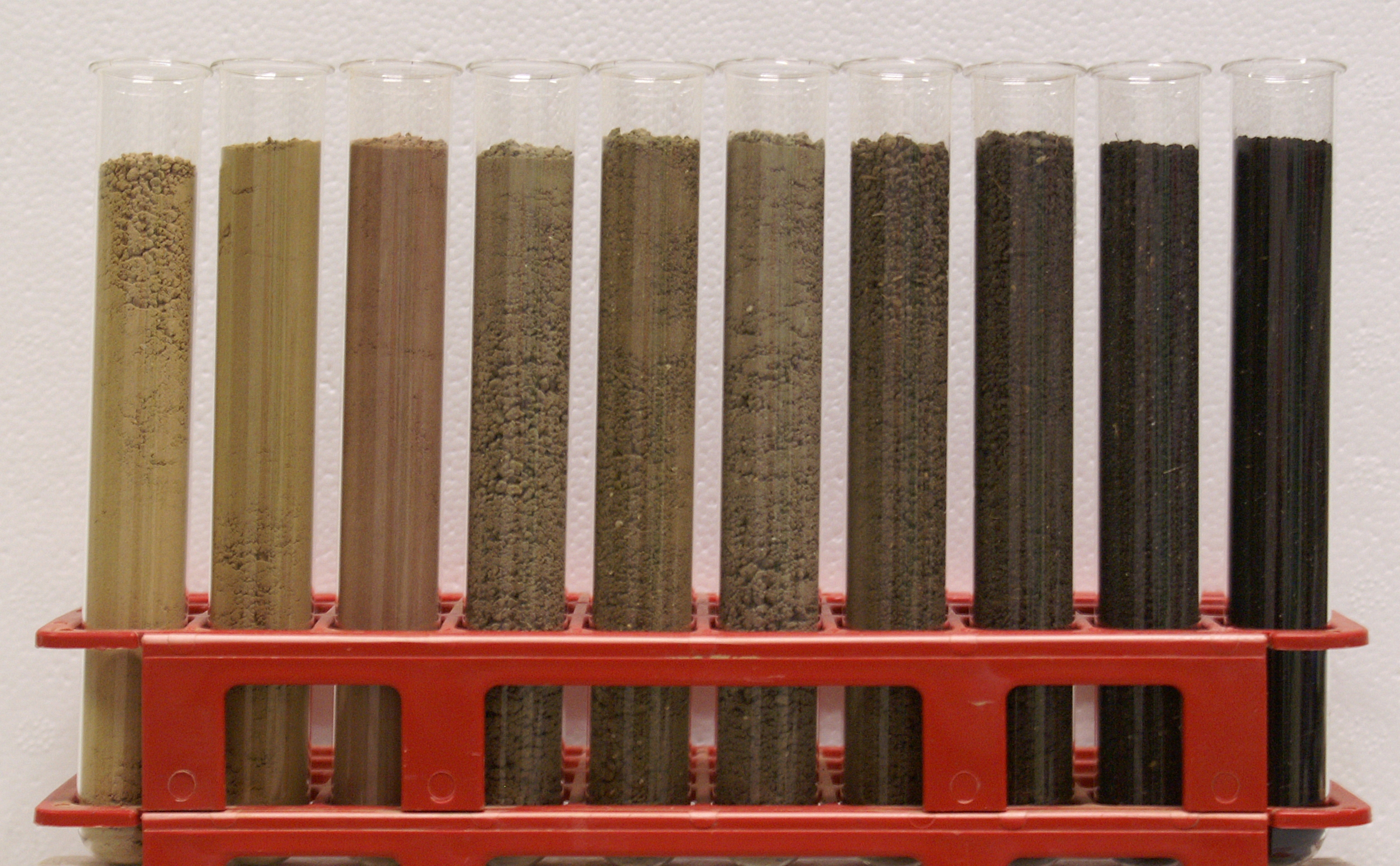
Muestras de suelo con diferentes contenidos de humus

El color del suelo no afecta el comportamiento y uso del suelo; sin embargo, puede indicar su composición y dar pistas sobre las condiciones a las que está sometido. El suelo puede exhibir una amplia gama de colores: grises, negros, blancos, rojos, marrones, amarillos y verdes. Varias bandas horizontales de color en el suelo a menudo identifican un horizonte de suelo específico. El desarrollo y distribución del color en el suelo resulta de la meteorización química y biológica, especialmente de reacciones de reducción-oxidación. Como los minerales primarios en el clima del material principal del suelo, los elementos se combinan en compuestos nuevos y coloridos. Las condiciones del suelo producen cambios de color uniformes o graduales, mientras que los entornos reducidos dan como resultado un flujo de color interrumpido con patrones complejos y moteados y puntos de concentración de color.

## Causas
El color del suelo es producido por los minerales presentes y por el contenido de materia orgánica. Un suelo amarillo o rojo indica la presencia de óxidos de hierro. Un color marrón oscuro o negro en el suelo indica que el suelo tiene un alto contenido de materia orgánica. La tierra húmeda parecerá más oscura que la tierra seca. Sin embargo, la presencia de agua también afecta el color del suelo al afectar la tasa de oxidación. El suelo que tiene un alto contenido de agua tendrá menos aire en el suelo, específicamente menos oxígeno. En suelos bien drenados (y por lo tanto ricos en oxígeno), los colores rojo y marrón causados por la oxidación son más comunes, a diferencia de los suelos húmedos (bajos en oxígeno) donde el suelo suele aparecer gris o verdoso por la presencia de óxido de hierro reducido (ferroso). La presencia de otros minerales también puede afectar el color del suelo. El óxido de manganeso causa un color negro, la glauconita hace que el suelo se vuelva verde y la calcita puede hacer que el suelo en las regiones áridas se vea blanco.
La materia orgánica tiende a oscurecer el color del suelo. El humus, etapa final de la descomposición de la materia orgánica, es negro. A lo largo de las etapas de descomposición de la materia orgánica, el color impartido al suelo varía de marrón a negro. El contenido de sodio influye en la profundidad del color de la materia orgánica y, por lo tanto, del suelo. El sodio hace que la materia orgánica (humus) se disperse más fácilmente y se extienda sobre las partículas del suelo, haciendo que el suelo se vea más oscuro (más negro). Los suelos que acumulan carbón exhiben un color negro.

## Clasificación
A menudo descritos con términos generales, como marrón oscuro, marrón amarillento, etc., los colores del suelo también se describen de forma más técnica con el sistema de colores de suelo de Munsell, que separan el color en componentes de tono (relación con rojo, amarillo y azul), luminosidad (claro u oscuro) y saturación (pálido o fuerte).